# 倉敷福太郎
倉敷 福太郎（くらしき ふくたろう、旧姓・渡部、1878年〈明治11年〉7月 - 1942年〈昭和17年〉2月4日）は、日本の教育家。学習院名誉教授。族籍は鳥取県平民。位階は正三位、勲等は勲二等。

## 経歴
島根県簸川郡上津村大字上島字和久輪（現・出雲市上島町和久輪）・渡部桑右衛門の四男、渡部金三郎の弟。松江生まれ。
松江中学校、第四高等学校を卒業。東京帝国大学に入り、在学中鳥取県西伯郡米子町（現・米子市）・倉敷岩太郎の養子となる。1904年に東京帝国大学理科大学数学科を卒業。1925年に家督を相続する。
宮城県立第一中学校教諭を経て後学習院教授に任じ、教務課長を命ぜられる。秩父宮、高松宮、三笠宮などの教育に当る。1940年に勅任教授筆頭を最後に職を退く。同校名誉教授の名称を授けられる。

## 人物
趣味は囲碁、将棋、野球。宗教は曹洞宗。鳥取県在籍で、住所は東京市杉並区阿佐ヶ谷、東京府豊多摩郡千駄ヶ谷町。

## 家族・親族
倉敷家
- 養祖父・弥平[12]
- 養父・岩太郎[12]（1867年 - ?、煙草製造商[16]） - 刻煙草製造業を営む[12]。住所は鳥取県米子市法勝寺町[12]。
- 養母・スエ（1862年 - ?、島根、糸賀倉市の妹）[1][6]
- 養父の弟・熊次郎（司法官吏[12]、松江地方裁判所所属弁護士[17]） - 1891年、明治法律学校（現・明治大学）を卒業[18]。「明治三十一年度判検事登用試験及第者」である[19]。
- 妻・さだ（1885年 - ?、養父・岩太郎の養子[1][2]、山川家の二女[注 3]）
- 男・正義[2]（1907年 - ?） - 東京帝国大学経済学部を卒業[20]。東京シヤリング会社員である[2]。

## 栄典
- 1940年（昭和15年）8月15日 - 紀元二千六百年祝典記念章[21]

## 著書
- 『平面三角法教科書』富山房、1912年[22]。
- 『算術新解』広文堂書店、1917年[23]。
- 『新式復習用平面幾何 第1分冊（復習及補習）』有朋堂書店、1929年[24]。
- 『新式復習用平面幾何 第2分冊（問題解法の原則）』有朋堂書店、1929年[25]。